# 나카무라 가즈요시
나카무라 가즈요시(일본어: 中村 一義, 1955년 4월 8일 ~ )는 일본의 전 축구 선수이다.

## 국가대표팀 경력
그는 1979년 3월 4일 대한민국과의 경기에서 일본 국가대표팀에 데뷔, 1득점을 넣었다. 그는 국제 A매치 통산 5경기에 출전, 1득점을 넣었다.

## 통계
| 일본 | 일본 | 일본 |
| 연도 | 출전 | 득점 |
| ---- | ---- | ---- |
| 1979 | 5    | 1    |
| 통산 | 5    | 1    |